# Swintonia spicifera
Swintonia spicifera är en sumakväxtart som beskrevs av Joseph Dalton Hooker. Swintonia spicifera ingår i släktet Swintonia och familjen sumakväxter. Inga underarter finns listade i Catalogue of Life.